# 藤堂高文
藤堂 高文（とうどう たかふみ）は、伊勢国津藩一門藤堂出雲家第6代。津藩第7代藩主藤堂高朗の実弟。久居藩第11代藩主高矗の祖父。漢学者。儒学者。

## 家系
藤堂出雲家は、藤堂高虎の異母弟高清に始まる。宗家の津藩主5代藤堂高敏で高虎の血統が絶え、高文の叔父高治が養子として6代藩主となって以降は藩主が出雲家の血を引くこととなる。
文武に秀でた人物を多く輩出している。藤堂高英陸軍中将は子孫。

## 略歴
享保5年（1720年）、津藩騎将（番頭）で藩主一門藤堂出雲家4代高武の四男として生まれる。
享保13年（1728年）、出雲家5代の兄高豊（高朗）が久居藩藩主となったため、8歳で家督と知行7000石を継ぎ騎将となる。享保20年（1735年）9月、兄高豊が津藩主となり仕える。
宝暦元年（1751年）11月、32歳で「故あって」家督を弟高周（たかかぬ）に譲り隠居し、隠居所で著述活動に専念する。
天明4年（1784年）6月13日死去。享年65。

## 人物
幼い頃から学問を好み、儒学者奥田三角（奥田士亨）の高弟となる。武術にも熱心で、特に柔道が得意。
藤堂家の藩史「宗国史」を編纂。尾張藩主の委嘱で、藤堂家の大坂夏の陣の戦記「元和先鋒録」を執筆した。
長男高璞の長男高矗は久居藩主を継いだ。